# Fetternear Palace

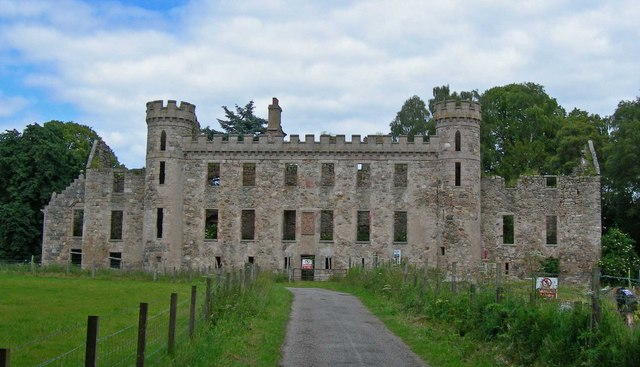
Fetternear House (Der Palast steht nicht mehr!)

Fetternear Bishop’s Palace war einer der Paläste der mittelalterlichen Bischöfe von Aberdeen. Er lag in der Nähe des Dorfes Kemnay in der schottischen Council Area Aberdeenshire. Später wurden auf einem Teil des Geländes ein Tower House und das Landhaus Fetternear House errichtet.

## Die Gemeinde Fetternear und der Standort des Bischofspalastes
Der Bischofspalast von Fetternear lag im Mittelalter in einer eigenen Kirchengemeinde. Ende des 16. Jahrhunderts wurde diese separate Gemeinde zusammen mit der Gemeinde Logie Durno nach Chapel of Garioch eingemeindet. Die Pfarrkirche von Fetternear war dem Hl. Ninian geweiht und befand sich auf dem Nordufer des River Don, etwa 1,6 km vom Bischofspalast entfernt.
Der Palast selbst lag auf dem Hang über dem Marshes Burn in der Nähe seiner Mündung in den River Don gegenüber von Kemnay. Man denkt, dass der Namensteil „Fetter-“ vom schottische-gälischen „fetter“ (oder „fother“, „fodder“, „fether“) abgeleitet ist. Solche Toponyme beziehen sich üblicherweise auf die Lage des Ortes auf terrassiertem Land. Der Namensteil „-near“, so meint man, sei kein Element des Ortsnamens.

## Fetternear in urkundlichen Quellen
Die Ländereien von Fetternear gehörten spätestens seit dem 12. Jahrhundert der Kirche. Es gibt aber nur wenige Urkunden, die sich auf den Bischofspalast beziehen, auch wenn der Namen Fetternear (in verschiedenen Schreibweisen) in mittelalterlichen Chartas erwähnt wird. 1157 bestätigte Papst Hadrian IV., dass das Haus und die Ländereien Eduard, Bischof von Aberdeen, gehörten. König Alexander II. bezeichnete 1242 die Ländereien von Fetternear und Brass (heute Forest of Birse) als „freie Forste“ oder, in anderen Worten, Jagdreviere. Er verlehnte sie an Ralph, Bischof von Aberdeen.
Eine Überlieferung von Hector Boece von 1522 erwähnt Bischof Alexander de Kininmund I., der Ostern in Old Aberdeen, Sommer in Fetternear, Herbst in Old Rayne und Weihnachten in Mortlach verbracht haben soll. Laut Boece unternahm Bischof Alexander diese pastoralen Visitationen, „um seine Herde zu erziehen und ihre Fehler zu korrigieren“, und er ließ an diesen vier genannten Plätzen Residenzen errichten, um diese Pflichten zu erfüllen. Boece sagte, dass Bischof Alexander die Paläste in Aberdeen und Fetternear trotz der Verwirrung durch den ersten schottischen Unabhängigkeitskrieg gegen England fertigstellen ließ. Wenn man bedenkt, dass frühere Chartas die Existenz eines Hauses in Fetternear erwähnen, muss Bischof Alexander für den Neubau des Palastes verantwortlich gewesen sein.

## DasScottish Episcopal Palaces Project – Fetternear
In einer Architekturgeschichte des neuzeitlichen Landhauses in Fetternear erwähnte H. Gordon Slade, dass nur sehr wenig vom Bischofspalast oberirdisch erhalten geblieben sei. Der dachte, dass die „Fundamente oder unteren Mauern“ vielleicht von einem Turm mit L-förmigem Grundriss stammten. Slades Artikel konzentriert sich hauptsächlich auf die nachreformatorische Architekturgeschichte des Fetternear House und dessen Verbindungen mit den Leslies von Balquhain, der Familie, die das Anwesen nach der Reformation erhielt.
Da der Bischofspalast in Fetternear bis dahin sehr geringes wissenschaftliches Interesse hervorgerufen hatte, gründeten der inzwischen verstorbene Nicholas Bogdan vom Scottish Castles Survey und Penelope Dransart von der University of Wales, Lampeter, 1995 das Scottish Episcopal Palaces Project (SEPP). Das Ziel des Projektes ist die Untersuchung der architektonischen Entwicklung schottischer Bischofspaläste als Residenzen, die dafür ausgelegt waren, die pastoralen Visitationen in der gesamten Diözese zu erleichtern. Bisher hat sich das Projekt auf den Standort Fetternear im mittelalterlichen Bistum Aberdeen und den Standort Kinnedar im Bistum Moray konzentriert.
Die von SEPP durchgeführten Ausgrabungen in Fetternear haben bestätigt, dass die sichtbaren Überreste der Fundamente, die Slade gefunden hatte, au Veranlassung eines der Lairds aus der Familie Leslie aus Balquhain und Fetternear Ende des 19. Jahrhunderts stark verändert wurden. Diese Veränderungen wurden nach einer Ausgrabung derjenigen Teile des Bischofspalastes, die unter dem Rasen vor dem Landhaus liegen, durchgeführt. William Kelly, der Architekt aus Aberdeen, berichtete, dass er behauene Steine von der Ausgrabung in der ersten Dekade des 20. Jahrhunderts gesehen hätte, und betonte dessen schöne Ausführung.
Die Arbeiten von SEPP zeigten, dass der mittelalterliche Bischofspalast größtenteils von einem Graben umgeben war. Höchstwahrscheinlich war der früheste Palast aus Holz auf einer von diesem Graben umschlossenen Plattform gebaut, von wo aus das Wasser durch einen Graben zum „Marshes Burn“ floss. 2006 wurden bei einer Ausgrabung Beweise für eine Eichenpalisade an der Innenseite des Grabens gefunden, der die Gebäude des Palastes umschloss. Der Palast war von Südosten über eine hölzerne Trestle-Brücke zu erreichen, dessen einzelne Platte 2009 ausgegraben wurde.